# Куарейм (річка)
Річка Куарейм (порт. Quaraí, ісп. Río Cuareim) — ліва притока річки Уругвай, протікає на північному сході Уругваю (департамент Артигас) і на крайньому півдні Бразилії (фізіографічний район Де-ла-Кампанха), що включає муніципалітети Сантана-до-Лівраменто, Куарай і Уругваяна, в штаті Ріу-Гранді-ду-Сул). Це третя за величиною притока (351 км) річки Уругвай, після річки Ріо-Негро (750 км) і річки Ібіку (673 км).
На берегах річки розташовані міста Артигас (Уругвай) і Куарай (Бразилія). Обидва зв'язані Міжнародним мостом Конкордіа. На двох вони мають приблизно 70 000 жителів, які історично розвивають тісний контакт один з одним та з річкою, яка виступає як елемент союзу, а не як фізичний бар'єр. Поруч з його гирлом розташовані бразильські міста Бара-до-Куарай та Белья Уніон.

## Етимологія
Слово «cuareim» походить від гуаранської мови, що означатиме «річка, що випливає з дірки».

## Фізичні характеристики
Річка тече спочатку на північний захід, потім повертає на захід, потім на південь, утворюючи виступ в сторону Бразилії, потім знову тече на захід до злиття з річкою Уругвайв в районі, який називається «потрійний кордон» між республіками Аргентина, Бразилія і Уругвай. Довжина річки становить 351 км, а її басейн займає площу 14865 км², з яких 8258 (55,6 %) розташовані на уругвайській території, а решта 6607 км (44,4 %) — бразильській.
На її берегах ростуть багаті природні густі ліси, що мають на своєму бразильському березі приблизну ширину 2000 м біля гирла річки Каталан. Загальна довжина головного русла становить 351 км, з різницею у висоті між його витоком і гирлом 326 метрів висоти, з середньою висотою менше 200 м і середнім нахилом 0,93 м/км, вираженим в першій чверті її маршруту.
Використання певних ресурсів, пов'язаних з річкою, обмежене. Риболовля дуже мізерна, в основному для рекреаційних цілей. На річці видобувається ручним способом валун і пісок — якісні та дефіцитні матеріали.

## Головні притоки
Більшість приток верхнього регіону басейну в обох країнах стікають через кам'янисту місцевість з дощовим режимом живлення. До басейну належать довгі річки, такі як Інвернада, Каталан (відома своїми агатами і аметистами), Гуарупа, Каті (бразильська сторона), Куаро (яку через її розмір і течію можна вважати повноцінною річкою), Трес-Круцес-Гранде і Юкутуя.Інші річки-притоки: Сепультурас, Дель-Тигре, Де-Марія-Лемос, Піедра Пінтада, Гуаюбіра, Пінтадо-Гранде, Пінтадіто, Тамандуя, Чіфлеро, Де-ла-Аруера, Де-Лемос, Гуавію, Де-ла-Рапоза, Якот, Якаре-Гранде, Дель-Кортадо, Каті, Гуарупа, Куарай-Мірім, Моіронес.